# Ладатте, Франческо
Франческо Ладатте, или Ладетти (итал. Francesco Ladatte; 9 декабря 1706, Турин — 18 января 1787, Турин) — итальянский скульптор-декоратор, мастер-мебельщик, бронзовщик-литейщик и чеканщик.

## Биография
Франческо Ладатте был родом из Турина, Пьемонт на северо-западе Италии. При рождении его фамилия была Ладетти (Ladetti) — имя Ладатте (или Ладатт) подверглось «офранцуживанию», после того, как Франческо перебрался из Турина в Париж. Иногда он упоминается под именем Франсуа Ладатте. Франческо Ладетто приехал в Париж вслед за своим покровителем принцем Виктором-Амедеем I Савойским-Кариньянским. В 1728 году он получил вторую премию Королевской академии живописи и скульптуры за скульптуру Йоран и Нааман, а в следующем году завоевал первую премию за работу Иоаким царь иудейский. В 1741 году ему присвоено звание академика (по представлению мраморной статуэтки Юдифи), а в 1743 году — профессора. С 1737 по 1743 год Ладатте экспонировал свои произведения в Салоне Лувра.
В 1744 году он уехал с семьей в Турин, где получил должность королевского скульптора по бронзе (Scultore in Bronzi di Sua Maestà) от герцога Савойского Карла Эммануила III (с годовым окладом в 800 ливров). Между 1747 и 1750 годами он создавал серебряные канделябры, жирандоли, вазы и парадные сервизы для королевского замка Ступиниджи. Особенно знаменита фигура оленя, увенчивающая купол дворца. Ладатте изготовлял также различные изделия, в частности футляры для часов, в стиле французского рококо. Выполнял бронзовые детали для необычной мебели Пьетро Пиффетти.
Ладатте работал в Турине, Париже и Риме. В 1778 году он был назначен профессором Королевской академии живописи и скульптуры в Турине. Скончался в Турине в 1787 году.
Произведения Ладатте можно видеть в музеях различных городов Италии: в Викофорте (Vicoforte), Верчелли и Никелино.

## Галерея

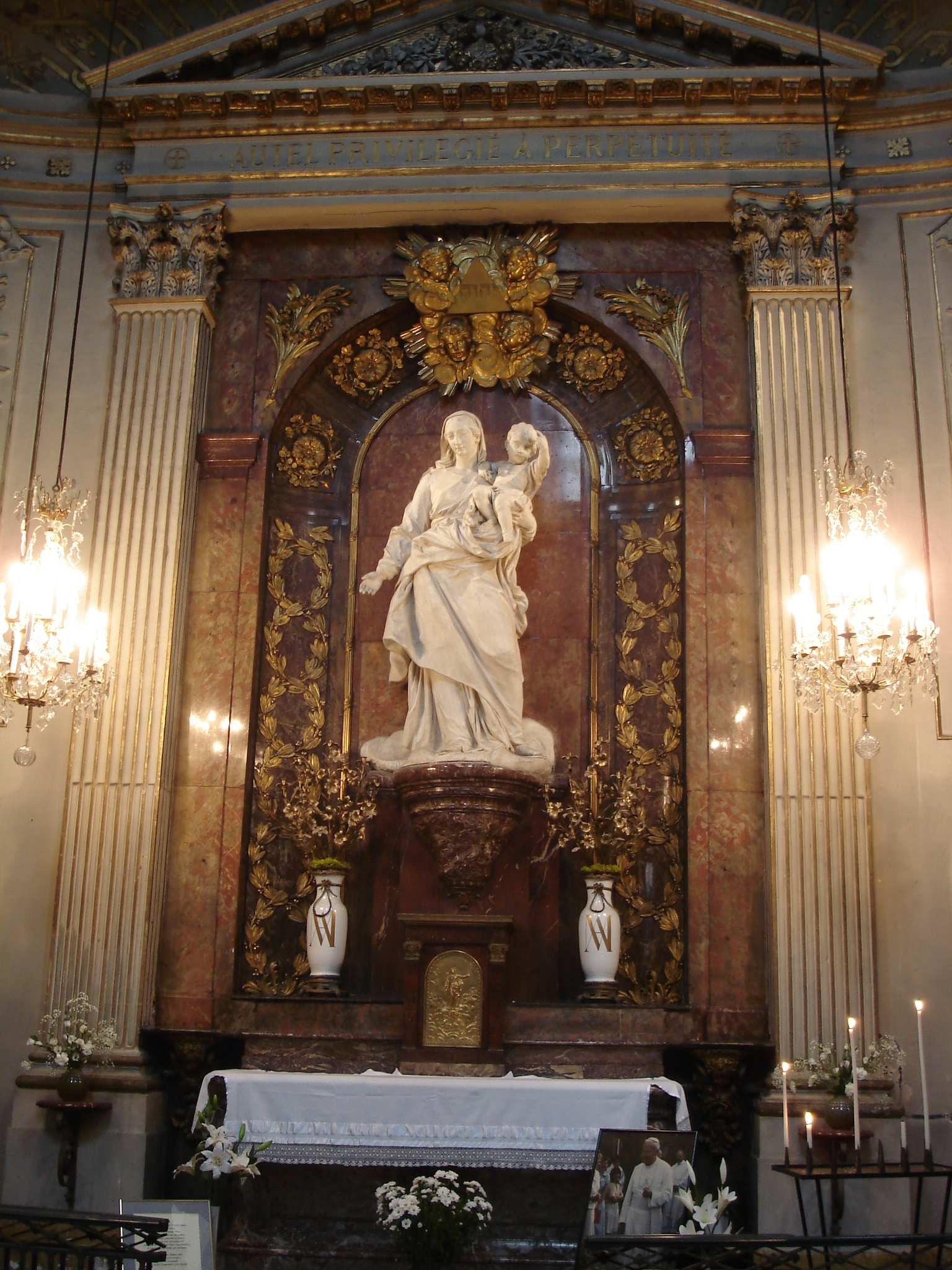
Статуя Девы Марии. Церковь Сен-Луи-ин-Иль
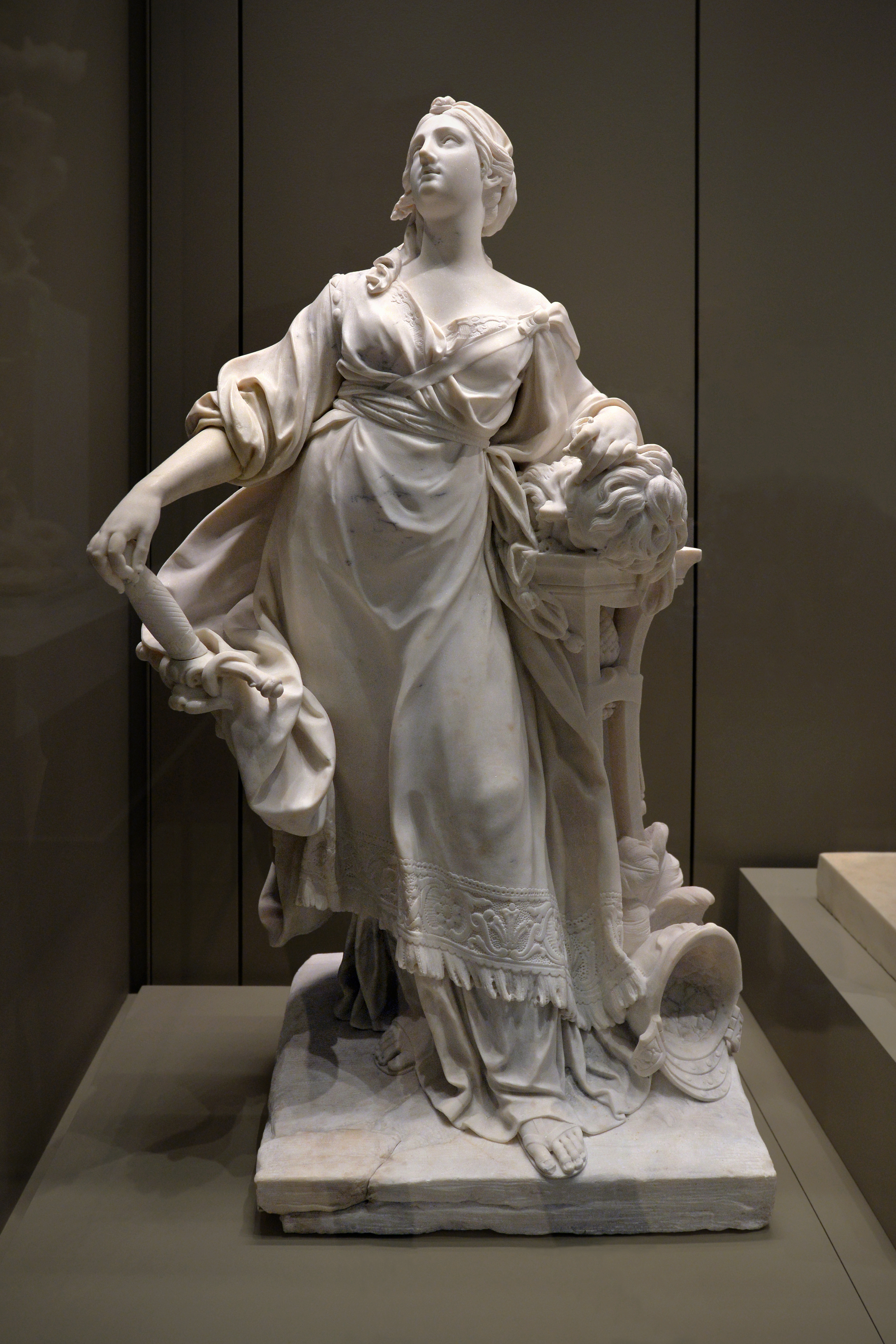
Юдифь. 1741. Мрамор. Лувр, Париж
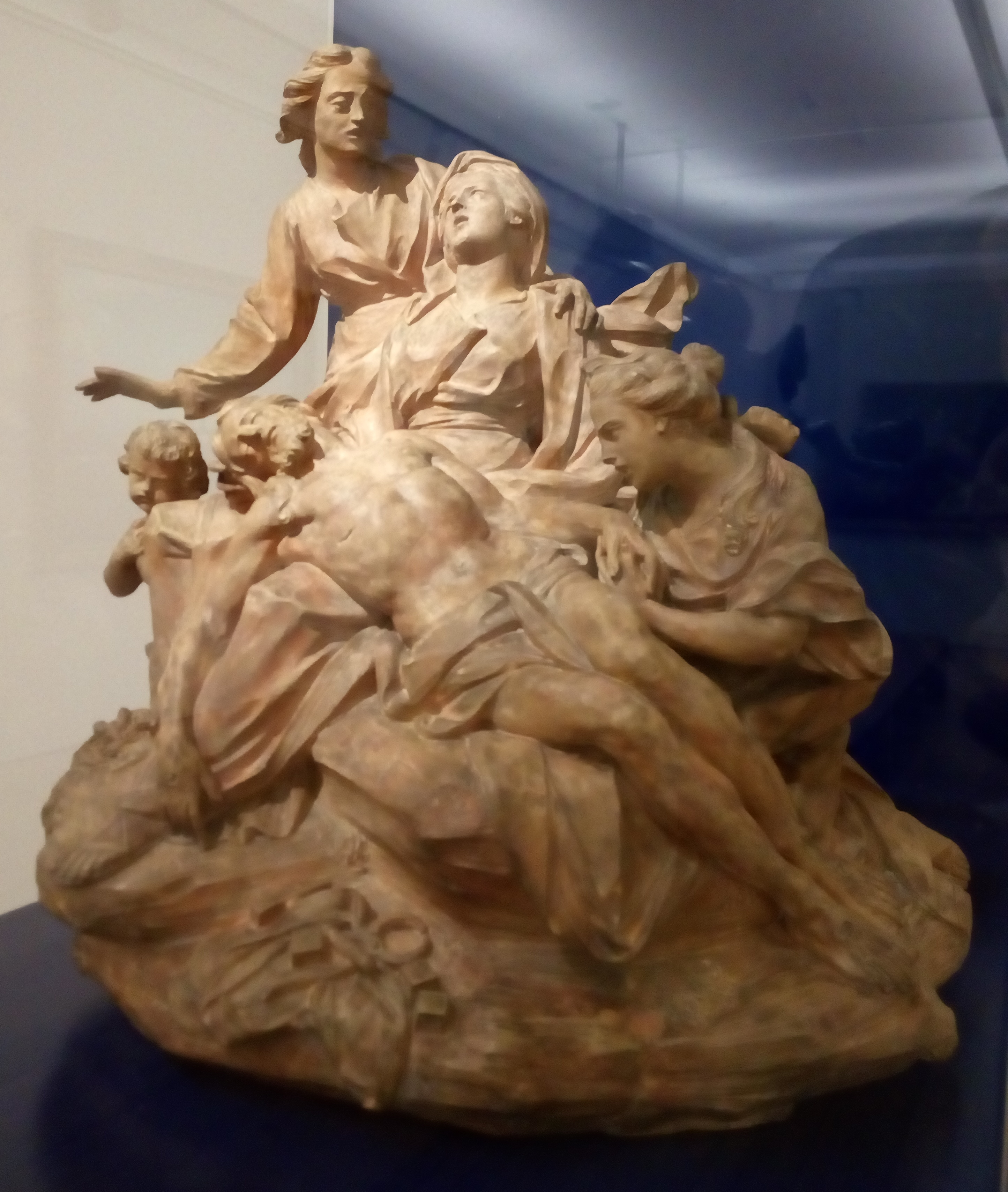
Пьета. Терракота. Галерея Сабауда, Турин
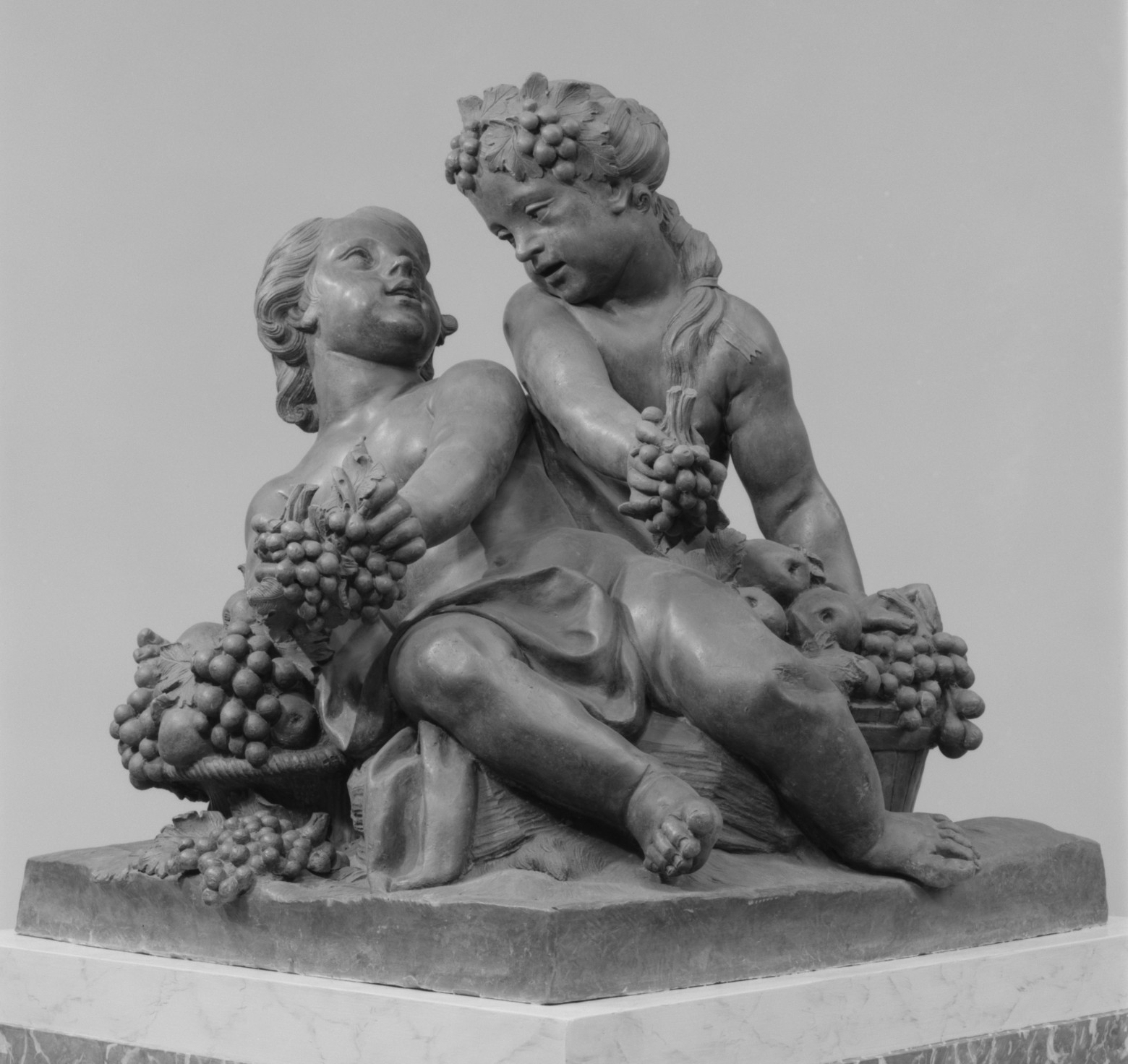
Дети, играющие с фруктами. Между 1745 и 1750. Свинец. Метрополитен-музей, Нью-Йорк
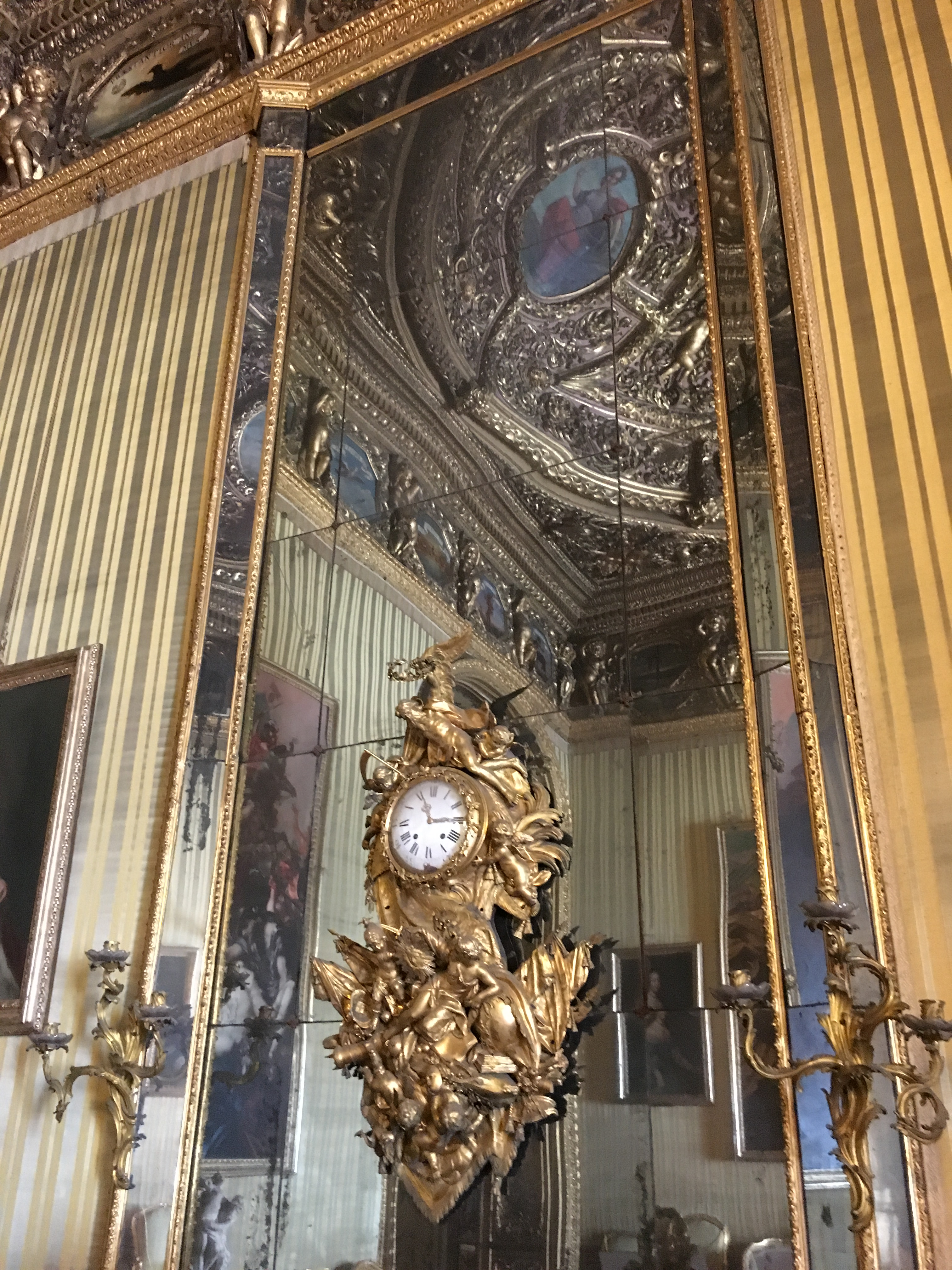
Часы. Бронза. Королевский дворец, Турин